# 斯特里爾科韋
45°53′47″N 34°52′52″E / 45.89639°N 34.88111°E

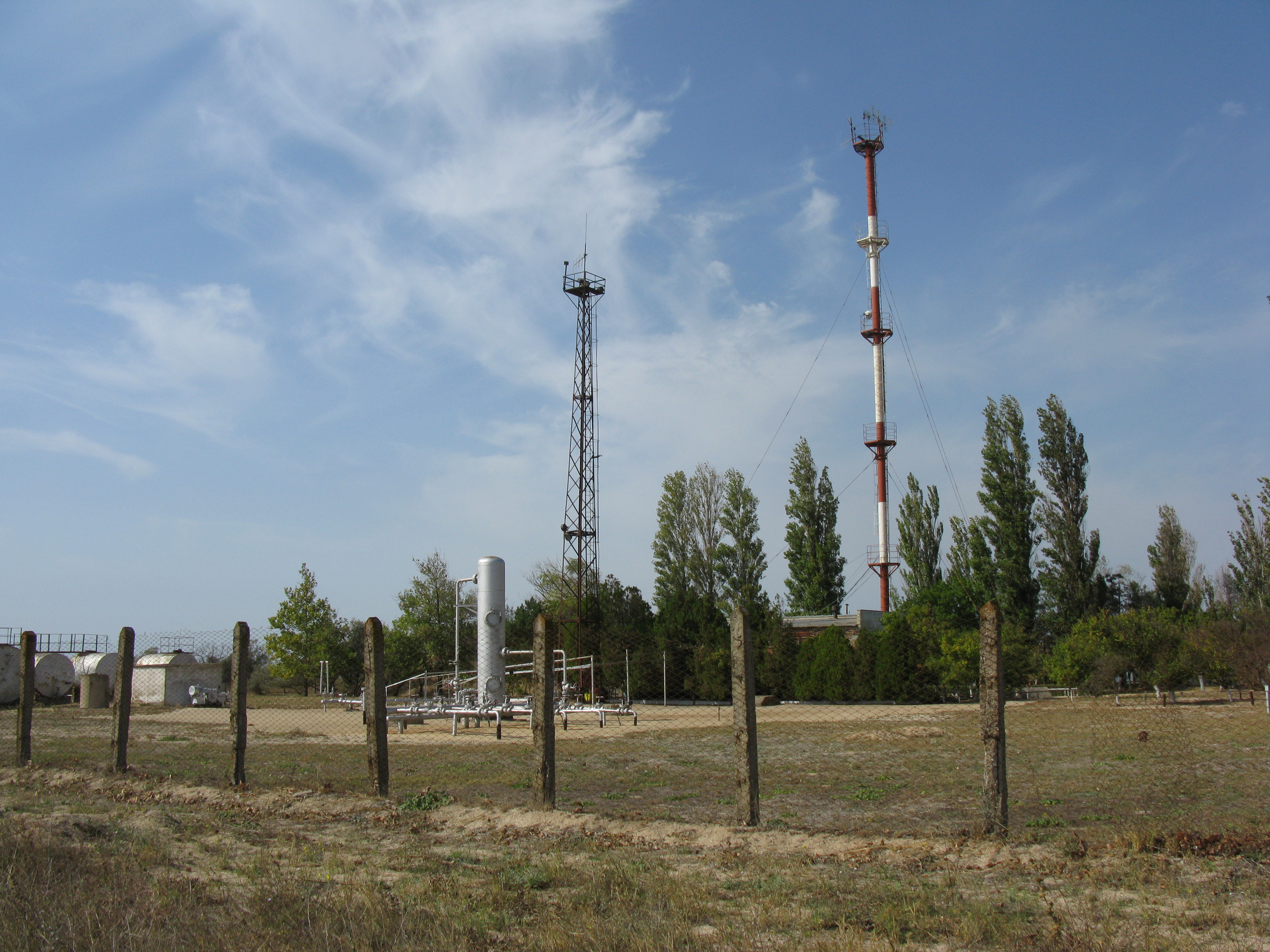

斯特里爾科韋（烏克蘭語：Стрілкове）是位於烏克蘭南部的村莊，由赫爾松州海尼切斯克區的海尼切斯克市镇負責管轄。該村始建於1835年，面積4.61平方公里，海拔高度2米，2013年人口1,415，人口密度每平方公里6.9人。现被俄罗斯占领。